# Bogusław Nieznalski

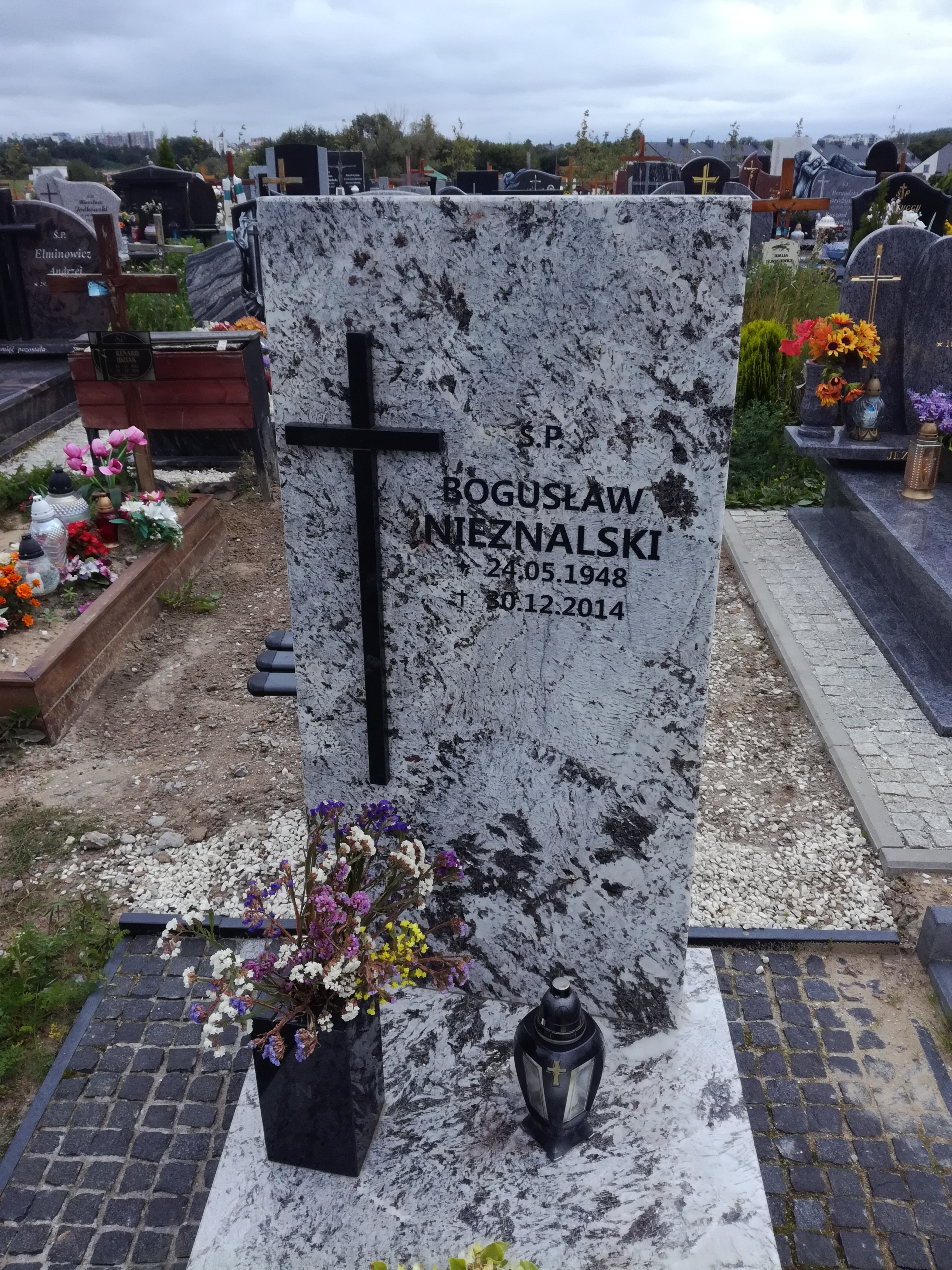
Grób Bogusława Nieznalskiego na cmentarzu Łostowickim w Gdańsku

Bogusław Nieznalski (ur. 24 maja 1948 w Sopocie, zm. 30 grudnia 2014 w Gdańsku) – polski fotograf, działacz opozycyjny w PRL.

## Życiorys
W 1968 ukończył Technikum Mechaniczno-Elektryczne w Gdańsku, następnie w latach 1968–1970 był studentem wieczorowym Wydziału Mechanicznego Politechniki Gdańskiej. W latach 1970–1975 pracował Instytucie Maszyn Przepływowych PAN w Gdańsku, zaś w latach 1975–1990 na Politechnice Gdańskiej. Od 1974 do 1990 był działaczem Gdańskiego Towarzystwa Fotograficznego (1977–1981 jako wiceprezes, 1981–1988 jako prezes). Wielokrotnie był zatrzymywany przez MO, zaś w 1982 został w trakcie demonstracji postrzelony przez ZOMO. Od 1988 był członkiem Związku Polskich Artystów Fotografików. W latach 1991–1995 był fotoreporterem „Dziennika Bałtyckiego”, współpracował także z IPN.  
Wydarzenia społeczno-polityczne, w których był także aktywnym uczestnikiem, dokumentował od 1977 (m.in. strajk w Stoczni Gdańskiej w sierpniu 1980, budowa Pomnika Poległych Stoczniowców, kryzys bydgoski i pogrzeb kardynała Wyszyńskiego w 1981, stan wojenny, strajki w 1988). Był współautorem albumów i wystaw poświęconych „Solidarności”. Zdjęcia Nieznalskiego prezentowano na ponad 200 wystawach, m.in. „Drogi do wolności” (Gdańsk, 2000), „Fenomen Solidarności” (Wilson Center, Waszyngton 2011), „W przededniu wielkiej zmiany” (Gdańsk 2013). Fotografie Bogusława Nieznalskiego znajdują się m.in. w zbiorach Centre Georges Pompidou, Biblioteki Watykańskiej, Europejskiego Centrum Solidarności.
Jego córką jest Dorota Nieznalska, artystka wizualna.
Zmarł w Gdańsku, pochowany 3 stycznia 2015 na cmentarzu Łostowickim (kwatera 127-7-14).

## Ordery i odznaczenia
- Krzyż Oficerski Orderu Odrodzenia Polski (2008)[5]
- Medal 25-lecia Solidarności (2005)[3]

## Nagrody i wyróżnienia
- Bursztynowy Trójząb - nagroda w konkursie fotograficznym VI Salon Portretu 77 w Gdańsku (1977)[6]
- I nagroda VII Przeglądu Fotografii Wybrzeża w Gdańsku (1980)[6]
- honorowy tytuł artysty AFIAP (1987)[3]
- Nagroda Prezydenta Miasta Gdańska w Dziedzinie Kultury (2000)[7]